# 's-Heerenvijvers
 's-Heerenvijvers is een landgoed ten zuiden van de Nederlandse plaats Oirschot. Het landgoed grenst aan het landgoed Hemelrijken, de Oostelbeerse Heide, de Straatse Heide en de Oirschotse Heide. Sinds 2003 is de ecologische verbindingszone Beerzeloop aangelegd die dit landgoed met het landgoed Baest verbindt. De Beerzeloop is een watergang van 2,6 km lengte die tot 1997 de gemeentegrens tussen de gemeenten Oirschot en Oost-, West- en Middelbeers vormde.

## Geschiedenis
Het landgoed is ontstaan in 1672, toen Maarten Christiaan Sweerts de Landas de heerlijkheid Oirschot kocht van Ferdinand van Merode. Daartoe behoorde ook het visrecht. Hij liet zonder toestemming een visvijver graven, maar men kon hem niet vervolgen, want hij was heer. Men schonk hem zelfs de grond, en later kochten hij en zijn opvolgers er nog grond bij. Zo ontstond het landgoed, waar grachten en vijvers lagen met eilandjes erin, waarop ook een jachthuis stond. In 1795 werd het ancien régime afgeschaft en in 1834 werd het landgoed verkocht aan particulieren. In 1936 werd het aangekocht door Othon Loupart, lid van de Raad van Bestuur van Philips. Omstreeks deze tijd werden ook de huidige gebouwen gesticht. Zo stamt de schuur uit 1939. Loupart liet ook het kapelletje op de heide bouwen dat gewijd is aan de Heilige Familie. Sindsdien bleef het landgoed in de familie gebleven en in het bezit van zijn dochter Marie-Louise Eijsbouts Loupart die in 2012 overleed. Intussen is het Cultureel Erfgoed en staat op de Rijksmonumentenlijst (monumentnummer 519167).
In 1937 is dit gebied afgepaald, en er zijn nog veel van deze grenspaaltjes te vinden. Deze zijn ontworpen door de Oirschotse architect Becks en er stond een kleurig schild op, zoals dat ook op de luiken van het landhuis voortkomt. De meeste van deze paaltjes zijn echter verweerd. Enkele oude toegangshekken zijn nog aanwezig, maar het overgrote deel van het gebied is vrij toegankelijk.
Cultuurhistorisch van belang is ook de Zwarte Berg of Schietberg, een door het uitgraven van de vijvers opgeworpen steile hoop zwarte aarde, waarop eertijds een prieeltje heeft gestaan dat omringd was door een beukenhaag. In de jaren voorafgaand aan de Tweede Wereldoorlog oefende de Burgerwacht uit Oirschot in een laantje van 's-Heerenvijvers, waarbij de berg dienstdeed als kogelvanger, vandaar de naam.

## Natuur
Het landgoed bestaat voor een deel uit droog naaldbos, maar dit vertoont niettemin de nodige afwisseling en heeft hier en daar een open karakter. Bovendien liggen er ook enkele veldjes in. Er zijn een aantal waterpartijen met voedselarm water, aan de rand ervan staan koningsvarens.
In het gebied en het aangrenzende Hemelrijken zijn een aantal wandelingen uitgezet.

## Bedreigingen
Tussen Oirschot en het landgoed ligt een snelweg en daar weer ten zuiden van ligt een bedrijventerrein. In 2008 was er sprake van de planning van een glastuinbouwgebied van 128 hectare pal ten noorden van het landgoed.